# باوند اند گگد (مجله)
باوند اند گگد (انگلیسی: Bound & Gagged) مجله‌ای آمریکایی برای مردان همجنسگرا بود که از سال ۱۹۸۷ تا ۲۰۰۵ چاپ می‌شد. مطالب این مجله دربارهٔ بی دی اس ام بود و به بیان داستان‌هایی دربارهٔ ملاقات‌های واقعی، ملاقات‌های تخیلی، روش‌ها، خیال پردازی‌ها و تصاویر مردان دست و پا بسته بود. این مجله مجله مناسبی برای تحریک مردان همجنس‌گرا می‌باشد.